# Sonja Tubbesing
Sonja Tubbesing (* 7. Februar 1973 in Soest) ist eine deutsche Architektin und Dombaumeisterin am Berliner Dom. 

## Leben und Werk
Tubbesing studierte von 1995 bis 1999 Architektur an der TFH Berlin und schloss das Studium als Diplom-Ingenieurin ab. Tubbesing führte bis 2008 ein eigenes Architekturbüro mit den Schwerpunkten Denkmalpflege und Bauen im Bestand. 2020 wurde sie als Nachfolgerin von Charlotte Hopf zur Dombaumeisterin am Berliner Dom ernannt – sie trägt den Titel "Dombaumeisterin des Berliner Doms". In dieser Stellung leitet sie dort das Dombaubüro und hat die Projektleitung für die Sanierung und Weiterentwicklung der Hohenzollerngruft inne, in der Särge aus fünf Jahrhunderten aufbewahrt sind. Die Bauarbeiten in der Gruft begannen im März 2020 und sollen voraussichtlich im Herbst 2025 abgeschlossen sein.

## Veröffentlichungen
- Denkmalskirche und Hohenzollerngruft: Ort einer der bedeutendsten dynastischen Grablegen Europas. In: Markus Tubbesing (Hrsg.): Denkmalpflege und Entwurf. Die Denkmalskirche auf der Spreeinsel Berlin. DOM publishers, Berlin 2020, ISBN 978-3-86922-002-4, S. 46–65.[4]